# Wojna ugandyjsko-tanzańska
Wojna ugandyjsko-tanzańska (znana w Ugandzie pod nazwą „Wojny wyzwoleńczej”) – konflikt pomiędzy Ugandą a Tanzanią, toczący się w latach 1978–1979. Konsekwencją przegranej przez Ugandę wojny było obalenie reżimu Idi Amina.

## Geneza
Stosunki między Tanzanią a Ugandą ulegały systematycznemu pogorszeniu przez szereg lat. Po dojściu do władzy Idiego Amina podczas wojskowego zamachu stanu w 1971 roku, prezydent Tanzanii Julius Nyerere zaoferował azyl polityczny obalonemu prezydentowi Miltonowi Obote.
Do byłego prezydenta dołączyło 20 tys. osób prześladowanych przez dyktatora z powodów politycznych. Rok później grupa uchodźców przy wsparciu Tanzanii próbowała bezskutecznie obalić Amina. Junta oskarżyła Nyerere o przygotowanie zamachu, a dodatkowo zaczęła wspierać wrogów politycznych urzędującego prezydenta.
Na początku października 1978, rebelianci zaatakowali Amina w willi prezydenckiej w Kampali; dyktator uciekł wraz z rodziną helikopterem. Do ataku doszło w okresie, gdy liczba bliskich współpracowników Amina znacznie zmniejszyła się, przy rosnącej liczbie dysydentów w Ugandzie.
Gdy Mustafa Adrisi, wiceprezydent Ugandy został ranny w podejrzanym wypadku samochodowym, żołnierze lojalni wobec Adrisiego zbuntowali się. Odpowiedzią Amina było wysłanie żołnierzy przeciwko buntownikom, którym w części udało się przekroczyć granice Tanzanii. Rebelia przeniknęła do Tanzanii, skąd bojówki złożone z uchodźców zaczęły atakować żołnierzy dyktatora.
Odpowiedzią Amina na ataki na żołnierzy rządowych było wypowiedzenie wojny Tanzanii. Doszło do inwazji wojsk Ugandy oraz aneksji regionu Kagera, który od tej pory miał należeć do Ugandy.

## Wojna
Prezydent Nyerere ogłosił mobilizację. W ciągu kilku tygodni liczebność armii Tanzanii została zwiększona z poziomu 40 tys. żołnierzy do ponad 100 tys., w tym członków policji, służby więziennej oraz milicji. Siły Tanzanii zostały połączone z kilkoma bojówkami składającymi się z uchodźców, którzy na konferencji w Moshi zjednoczyli się w Ugandyjską Armię Wyzwolenia Nagrodowego.
Armia Tanzanii nabyła radzieckie wyrzutnie rakietowe Katiusza (znane w Ugandzie pod nazwą „saba saba”), które rozpoczęły ostrzał wybranych celów w Ugandzie. Wojska ugandyjskie wycofały się na swoje terytorium. Muammar al-Kaddafi wysłał 2500 żołnierzy, wyposażonych w czołgi T-54 i T-55, transportery opancerzone, wyrzutnie BM-21 Grad, myśliwce MiG-21 oraz bombowce Tu-22. Siły te mały wspomóc Amina. Gdy Libijczycy znaleźli się na linii frontu, ugandyjskie jednostki podążały w przeciwnym kierunku, wywożąc ciężarówkami dobra zrabowane z Tanzanii.
Libijskie siły stanowiły standardowe połączenie regularnych jednostek armii libijskiej, milicji ludowej oraz Legionu Islamskiego, często tworzone przez Libię dla tego rodzaju misji ekspedycyjnych. Tanzańczycy, do których dołączyli dysydenci skupieni w UNLA, próbowali przegrupować się na północ do Kampali, lecz ich pochód został zatrzymany przez ogromne bagna leżące na północ od rzeki Lukaya. Postanowili wysłać 201 Brygadę przez groblę komunikacyjną na drugi koniec bagna jako wzmocnienie dla stacjonującej na zachodnim krańcu 208 Brygady, w ten sposób zabezpieczając groble przed zablokowaniem lub zniszczeniem.
Atak przeprowadzony przez libijskie siły liczące piętnaście czołgów T-55 i kilkanaście transporterów opancerzonych w kierunku miasta Masaka napotkał 10 marca siły tanzańskie stacjonujące nad rzeką Lukuya. Libijczycy zmusili 201 Brygadę do chaotycznego odwrotu. Jednakże tanzański kontratak w nocy z 11 na 12 marca przeprowadzony z dwóch kierunków przez przegrupowaną 201 Brygadę z południa i 208 Brygadę od strony północno-zachodniej zakończył się sukcesem. Linia frontu została przełamana, a siły libijskie zmuszone do odwrotu. W starciach zginęło 200 Libijczyków oraz 200 żołnierzy ugandyjskich.
Siły Tanzanii i UNLA napotkały jeszcze opór po bitwie pod Lukuya, posuwając się powoli na zachód w kierunku stolicy Ugandy, Kampali. Lotnisko w Entebbe zostało zdobyte w szeregu starć, sama Kampala upadła 10 kwietnia 1979. W czasie zajmowania miasta niewielkie siły ugandyjskie i libijskie stawiły opór, jednak największym problemem dla wojsk Tanzanii był brak własnych map miasta.
Idi Amin uciekł najpierw do Libii, a następnie do Arabii Saudyjskiej. Siły libijskie wycofały się do miasta Jinja, a następnie zostały ewakuowane przez Kenię i Etiopię. Armia Tanzanii pozostała w Ugandzie dla utrzymania pokoju, podczas gdy UNLF (polityczne skrzydło z UNLA) zorganizowało wybory, mające na celu powrót kraju do cywilnych rządów.

## Następstwa
Po ucieczce Amina nastał czas intensywnej konkurencji i walki o władzę wśród różnych grup politycznych i etnicznych. Lule Yusuf został prezydentem z inicjatywy Tanzanii. W czerwcu 1979, w wyniku sporu o zakres uprawnień prezydenckich, Krajowa Komisja Konsultacyjna (NCC), która była najwyższym organem zarządzającym w UNLF doprowadziła do upadku Lule i zastąpienia go przez Godfrey Binaisa. Binaisa został obalony 12 maja 1980 przez Wojskową Komisję, wpływową grupę z UNLF kierowaną przez Paulo Muwanga, którego zastępcą został Yoweri Museveni (wówczas lidera Ruchu Patriotycznego Ugandy). Kraj dostał się pod kierownictwo Prezydenckiej Komisji Ugandy, składającej się m.in. z Paulo Muwanga, Yoweri Museveniego, Oyite Ojok i Tito Okello. Prezydencka komisja rządziła Ugandą do wyborów w grudniu 1980, które wygrała partia Miltona Obote – Ugandyjski Kongres Ludowy (UPC). Yoweri Museveni nie uznał wyników wyborów i ogłosił zbrojny bunt przeciwko rządowi Obote, kierując kraj w stronę wojny domowej.